# Cryptocephalus texanus
Cryptocephalus texanus är en skalbaggsart som beskrevs av Schaeffer 1933. Cryptocephalus texanus ingår i släktet Cryptocephalus och familjen bladbaggar. Inga underarter finns listade i Catalogue of Life.